# 巴爾吉克
巴爾吉克（Barjik；？—731年），可薩人，根據波斯歷史家塔巴里的記載，他是可薩可汗的王子。
他在700年開始出現於阿拉伯記錄中，負責領兵抵抗倭馬亞王朝入侵，在730年馬爾吉-阿爾達比勒戰役，打敗並殺死阿拉伯將領哈嘉米，把他首級掛在戰車上。但因此惹怒倭馬亞王朝，在次年可薩汗國入侵伊拉克摩蘇爾的戰役中他被殺死。